# Нинџуцу
Нинџуцу (јап. 忍術) је борилачка вештина, стратегија и тактика неконвенционалног и герилског ратовања коју су практиковали јапански шинобији, изван Јапана познати као нинџе. Иако постоји седам стилова борбе, према Дајен Скос, нису се сви користили још од самог настанка нинџуцуа.

## Порекло
Главни знак нин се састоји из два мања знака: горњег знака ха, што значи „оштрица“, и доњег кокоро, што значи „срце“ или „дух“. Скупа, они значе stealth, тајанственост, издржљивост и постојаност. џуцу (јап. 術) значи „искреност“, „технику“.

## Историја

### Настанак
Нинџицу се највероватније први пут јавља у 13. веку у Јапану, у време прве појаве шогуната којим је управљао клан Монамото.
Ипак, корени нинџицуа налазе се у Кореји и Кини а сматра се да духовна основа ове вештине потиче са Тибета.
Нинџицу настаје у илегали, у планинским, ненасељеним и непроходним шумама острва Хоншуа у централном Јапану, некадашњим областима Ига и Кога. Прогоњени од стране победничке војске, нинџа одметници су морали да промене имена, занимања и да прилагоде своје ратничке вештине новонасталим условима.
Према једној верзији, нинџе су биле из различитих самурајских породица које су, после пораза своје војске, уместо предаје, сепукуја (самоубиства) или вазалства одлучили да наставе своју борбу до самога краја. Према другој, највероватније се радило о одметнутим сељацима који су, исцрпљени сталним терором самураја, чија класа је тада доживљавала велики успон. 
У сталноме страху, развијали су вештине прикривања свога присуства на том подручју а уједно и вештине неопаженог кретања и избегавања отвореног сукоба са својим непријатељем.
Нинџуцу се развио као скуп основних вештина преживљавања у време ратног стања феудалног Јапана. Нинџе су користиле своје вештине за осигурају свој опстанак у време врло опасних политичких превирања. Нинџуцу је подразумевао методе прикупљања података, технике неприметног ухођења, заваравања и остављања лажних трагова. Нинџицу може такође да обухвата и тренинге прерушавања, избегавања, сакривања, стрељаштва, медицине, експлозива и отрова. 
Главни знак нин се састоји из два мања знака: горњег знака ха, што значи „оштрица“, и доњег кокоро, што значи „срце“ или „дух“. Скупа, они значе stealth, тајанственост, издржљивост и постојаност. џицу (јап. 術) значи „искреност“, „технику“.
Кроз историју, нинџе су биле не само практичари војничких вештина, већ и политичких, религиозних и културних. Кроз турбулентну јапанску историју, још од свог настанка, учествовали су јавно или тајно у свим аспектима војног и политичког живота. Шинобији су се увек посматрали као убице, извиђаче и уходе. Углавном су познати по својим варкама. 
Тајна нинџи и њихове обуке преносила се са колена на колено само одабраним ученицима, који су, да би постали нинџе, пролазили кроз дуготрајну и мукотрпну обуку.

### Нинџицу у Јапану
Према неким подацима, постојало је више од 70 нинџа породица тј. кланова. Имена неких од истакнутих нинџа породица могу се наћи у Деншо записима.
Нинџе, или шинобији, су стекли репутацију невидљивих шпијуна и атентатора те су многи великаши и војсковође користили њихове услуге како би постигли одређене војне и политичке циљеве. Деловање самураја је било увелико ограничено Бушидоом, кодексом части, који је самурајима строго забрањивао било какве прикривене активности и проглашавао их нечасним.
Писани документи потврђују да се и Токугава Ијејасу, у својим напорима да уједини Јапан, користио услугама нинџи, посредством славног самураја и поглавара нинџа клана Хаторија Ханзоа.
У првој половини 16. века се појављују и прве службене школе нинџицуа, које оснива Сакагами Таро Кунишиге под покровитељством породице Момоћи, школу Гјоко-Рју Шитоџицу (енгл. Gyokko Ryu Shitojutsu) а потом и Кото-рју (енгл. Koto Ryu).
Феудални господари нису могли дуго трпети побуњеничке снаге које су се скривале у планинама, које су добијале све више присталица. Тако 3. новембра 1581. године намесник јапанске провинције Ода шаље велике трупе, око 46.000 војника, које запоседају подручје Ига. У тешким борбама је око 4.000 нинџи, иако потпомогнуто локалним самурајима, претрпело тежак пораз. Малобројне преживеле нинџе су се раштркале широм Јапана па су се, скривени у градовима и селима, наставили своје деловање у још већој тајности.
Повратком царске власти 1868. године, већина нинџа кланова, иначе оданих цару, распршила се унутар тајне службе и царске гарде, док су преостали нинџа кланови, добивши легитимитет, постали школама ратничких вештина.

### Нинџицу у САД
70-их и 80-их година 20. века у САД долази до великог интересовања за источњачке борилачке вештине.

### Буџинкан доџо
Масаки Хацуми, доктор филозофије и ученик Такамацу Сенсеја, на наговор свог учитеља, скида вео тајне са ове вештине. Хацуми се оснивач Буџинкан доџа, светске организације чији је циљ неговање нинџицу вештине и традиције. Хацуми је, поред тога, још и успешно прилагодио тренинг нинџицуа савременом човеку 21. века.

## Вештина

### 18 вештина нинџуцуа
Према чановима Буџинкана, 18 вештина (енгл.  < jūhachi-kei) је први пут поменуто у спису Тогакуре-рјуа. Временом су оне постале обавезне за све школе нинџуцуа, пружајући свеобухватан тренинг за ратника у многим областима и многим вештинама.
Вештине нинџуцуа се често уче упоредо са 18 самурајских борилачких вештина (енгл. Bugei Jūhappan). Има вештина које су исте и код нинџи и код самураја али има и вештина које се разликују.
18 вештине нинџуцуа:
1. Шеишин теки кјојо (енгл. Seishin-teki kyōyō) - духовно усавршавање,
2. Тајиџицу (јап. 体術) - вештина борбе голим рукама (коришћењем сопственог тела као јединог оружја),
3. Кенџицу - вештина нинџа мачевања,
4. Боџицу (јап. 棒術) - вештина борбе штапом,
5. Шурикенџицу (енгл. Shurikenjutsu) - бацање шурикена (оштрица),
6. Шоџицу (јап. 槍術) - вештина борбе копљем,
7. Нагинатаџицу (јап. 長刀術 или 薙刀術, енгл. Naginatajutsu) - употреба нагинате,
8. Кусаригамуџицу (јап. 鎖鎌術:くさりがまじゅつ, енгл. Kusarigamajutsu) - употреба касуригаме (ланца са српом на крају),
9. Кајакуџицу (јап. 火薬術) - вештине употребе ватре (пиротехнике и експлозива),
10. Хенсоџицу (јап. 変装術) - вештина прерушавања и опонашања,
11. Шиноби-ири (енгл. Shinobi-iri) - вештина притајености и прикрадања,
12. Баџицу (енгл. Bajutsu) - коњаничка обука,
13. Шуирен (јап. 水練, енгл. Sui-ren) - обука у води,
14. Борјаку (јап. 謀略, енгл. Bōryaku) - стратегија,
15. Чохо (енгл. Chōhō) - шпијунажа,
16. Интинџицу (енгл. Intonjutsu) - вештина прикривања и избегавања,
17. Тенмон (јап. 天門, енгл. Tenmon) - метеорологија,
18. Чимон (јап. 地門, енгл. Chi-mon) - географија.

Данас, нинџуцу тренинг се углавном бави борбом голим рукама и борбом са оружјем.

### Школе нинџуцуа
Школе нинџуцуа:
1. Школа скривених врата (енгл. Togakure Ryu Ninpo Happo Hiken)
2. Школа тигра од драгуља
3. Школа традиције 9 демонских богова (енгл. Kukishinden Ryu Happo Hikenjutsu)
4. Школа непомичног срца
5. Школа срца од драгуља
6. Школа обрушавајућег тигра (енгл. Koto Ryu Koppojutsu)
7. Школа високог дрвећа пробуђеног срца
8. Школа истине, верности и правде (енгл. Gikan Ryu Koppojutsu)
9. Школа сакривања у облацима (енгл. Kumogakure Ryu Ninpo Happo Hiken)

### Тренинг
Молба за заштиту и просветљење на тренингу (енгл. Shikin haramitsu daikomyo) је ритуални поздрав који се изговара пре сваког тренинга. Написао га је још Хацуми Сенсеји на велики скрол папир. У преводу са јапанског то значи: „Нека светло наших срца донесе светлост хармоније, удружено са нашим духовним пробуђењем и донесе у нас искреност, лојалност и веродостојност"; неко то преводи и са „Снажно светло мудрости“.
- Кана за Нинџицу